# 衆議院選挙区一覧 (1890-1898)
衆議院選挙区一覧（しゅうぎいんせんきょくいちらん）は、日本の衆議院議員総選挙において、1890年の第1回総選挙から1898年の第6回総選挙まで用いられた小選挙区制（一部2人区制）における選挙区の区割りを示したものである。

## 概説
1889年（明治22年）2月11日、大日本帝国憲法の発布と同時に衆議院議員選挙法が公布され、憲法で規定された帝国議会の一院を構成する衆議院の議員の選出方法が規定された。また、同選挙法の附録において全国の選挙区割りと議員配分も定められた。その後明治33年に改正されるまで、第1回から第6回までの衆議院議員総選挙は、同法の区割りに基づき実施されることとなった。
議員定数は300とされ、全国（北海道、沖縄県及び小笠原諸島を除く）を各府県3〜12の小選挙区に分割し、257の選挙区が設置された。人口およそ12万に対して1人の議員を配分（離島である長崎県の対馬・壱岐と島根県の隠岐は、例外的に人口と関係なく独立した1区とされた）することになり、それを基準に選挙区の定数は原則として1とされたが、選挙区の単位とされた郡部の区割りが困難であったことから定数2の選挙区が43箇所設置されることになった。投票においても、2人区については2名連記によることにされた。

## 選挙区区割り一覧
- 自治体名は1889年2月11日の衆議院議員選挙法公布時点のものである。現行の自治体と名称が同一であっても、合併などにより現行の区域と境界が一致しない場合がある。

### 東京府
- 1893年（明治26年）、多摩3郡が神奈川県から移管され、第3回総選挙から東京13区として扱われるようになった。

第1区（定数1）
麹町区、麻布区、赤坂区

第2区（定数1）
芝区

第3区（定数1）
京橋区

第4区（定数1）
日本橋区

第5区（定数1）
本所区、深川区

第6区（定数1）
浅草区

第7区（定数1）
神田区

第8区（定数1）
下谷区、本郷区

第9区（定数1）
小石川区、牛込区、四谷区

第10区（定数1）
東多摩郡、南豊島郡、北豊島郡

第11区（定数1）
南足立郡、南葛飾郡

第12区（定数1）
荏原郡、伊豆七島

第13区（定数2）●※第3回（1894年）以降。旧神奈川県第3区
南多摩郡、西多摩郡、北多摩郡

### 京都府
第1区（定数1）
上京区

第2区（定数1）
下京区

第3区（定数1）
愛宕郡、葛野郡、乙訓郡、紀伊郡

第4区（定数1）
宇治郡、久世郡、相楽郡、綴喜郡

第5区（定数2）
南桑田郡、北桑田郡、船井郡、天田郡、何鹿郡

第6区（定数1）
加佐郡、与謝郡、中郡、竹野郡、熊野郡

### 大阪府
第1区（定数1）
西区

第2区（定数1）
東区、北区

第3区（定数1）
南区

第4区（定数2）
西成郡、東成郡、住吉郡

第5区（定数1）
島上郡、島下郡、豊島郡、能勢郡

第6区（定数1）
茨田郡、交野郡、讃良郡、河内郡、若江郡、高安郡

第7区（定数1）
石川郡、八上郡、古市郡、安宿部郡、錦部郡、丹南郡、志紀郡、丹北郡、大県郡、渋川郡

第8区（定数1）
堺区、大鳥郡、泉郡

第9区（定数1）
南郡、日根郡

### 神奈川県
- 1893年（明治26年）、多摩3郡が東京府に移管され、第3回総選挙から東京13区として扱われるようになったため、神奈川3区は消滅した。

第1区（定数1）
横浜区

第2区（定数1）
久良岐郡、橘樹郡、都筑郡

第3区（定数2）●※第2回（1892年）を最後に廃止
南多摩郡、西多摩郡、北多摩郡

第4区（定数1）
三浦郡、鎌倉郡

第5区（定数1）
高座郡、愛甲郡、津久井郡

第6区（定数1）
大住郡、淘綾郡、足柄上郡、足柄下郡

### 兵庫県
第1区（定数1）
神戸区

第2区（定数1）
武庫郡、菟原郡、川辺郡、有馬郡

第3区（定数1）
多紀郡、氷上郡

第4区（定数1）
八部郡、明石郡、美嚢郡

第5区（定数1）
加古郡、印南郡

第6区（定数1）
加東郡、多可郡、加西郡

第7区（定数1）
飾東郡、飾西郡、神東郡、神西郡

第8区（定数2）
揖東郡、揖西郡、赤穂郡、佐用郡、宍粟郡

第9区（定数2）
城崎郡、美含郡、気多郡、出石郡、七美郡、二方郡、養父郡、朝来郡、

第10区（定数1）
津名郡、三原郡

### 長崎県
第1区（定数2）
長崎区、西彼杵郡

第2区（定数1）
東彼杵郡、北高来郡

第3区（定数1）
南高来郡

第4区（定数1）
北松浦郡、壱岐郡、石田郡

第5区（定数1）
南松浦郡

第6区（定数1）
上県郡、下県郡

### 新潟県
第1区（定数1）
新潟区、西蒲原郡

第2区（定数2）
北蒲原郡、東蒲原郡、岩船郡

第3区（定数1）
中蒲原郡

第4区（定数1）
南蒲原郡

第5区（定数2）
古志郡、三島郡

第6区（定数1）
刈羽郡

第7区（定数2）
北魚沼郡、南魚沼郡、中魚沼郡、東頸城郡

第8区（定数2）
中頸城郡、西頸城郡

第9区（定数1）
雑太郡、加茂郡、羽茂郡

### 埼玉県
第1区（定数1）
北足立郡、新座郡

第2区（定数2）
入間郡、高麗郡、横見郡、比企郡

第3区（定数2）
南埼玉郡、北葛飾郡、中葛飾郡

第4区（定数2）
北埼玉郡、大里郡、幡羅郡、榛沢郡、男衾郡

第5区（定数1）
児玉郡、賀美郡、那珂郡、秩父郡

### 群馬県
第1区（定数1）
東群馬郡、南勢多郡、利根郡、北勢多郡

第2区（定数1）
新田郡、山田郡、邑楽郡

第3区（定数1）
佐位郡、那波郡、緑野郡、多胡郡、南甘楽郡

第4区（定数1）
西群馬郡、片岡郡、吾妻郡

第5区（定数1）
北甘楽郡、碓氷郡

### 千葉県
第1区（定数1）
千葉郡、市原郡

第2区（定数2）
東葛飾郡、印旛郡、下埴生郡、南相馬郡

第3区（定数1）
香取郡

第4区（定数1）
海上郡、匝瑳郡

第5区（定数1）
山辺郡、武射郡

第6区（定数1）
夷隅郡、上埴生郡、長柄郡

第7区（定数1）
望陀郡、周淮郡、天羽郡

第8区（定数1）
安房郡、平郡、朝夷郡、長狭郡

### 茨城県
第1区（定数2）
東茨城郡、鹿島郡、行方郡

第2区（定数2）
多賀郡、久慈郡、那珂郡

第3区（定数1）
西茨城郡、真壁郡

第4区（定数1）
豊田郡、結城郡、岡田郡、西葛飾郡、猿島郡

第5区（定数1）
筑波郡、新治郡

第6区（定数1）
信太郡、河内郡、北相馬郡

### 栃木県
第1区（定数1）
河内郡、芳賀郡

第2区（定数2）
上都賀郡、下都賀郡、寒川郡

第3区（定数1）
安蘇郡、足利郡、梁田郡

第4区（定数1）
塩谷郡、那須郡

### 奈良県
第1区（定数1）
添上郡、添下郡、山辺郡、広瀬郡、平群郡

第2区（定数2）
式上郡、式下郡、宇陀郡、十市郡、高市郡、葛上郡、葛下郡、忍海郡

第3区（定数1）
宇智郡、吉野郡

### 三重県
第1区（定数1）
安濃郡、一志郡

第2区（定数1）
三重郡、鈴鹿郡、奄芸郡、河曲郡

第3区（定数1）
桑名郡、員弁郡、朝明郡

第4区（定数1）
飯高郡、飯野郡、多気郡

第5区（定数2）
度会郡、答志郡、英虞郡、北牟婁郡、南牟婁郡

第6区（定数1）
阿拝郡、山田郡、名張郡、伊賀郡

### 愛知県
第1区（定数1）
名古屋区

第2区（定数1）
愛知郡

第3区（定数1）
東春日井郡、西春日井郡

第4区（定数1）
丹羽郡、葉栗郡

第5区（定数1）
中島郡

第6区（定数1）
海東郡、海西郡

第7区（定数1）
知多郡

第8区（定数1）
碧海郡、幡豆郡

第9区（定数1）
額田郡、西加茂郡、東加茂郡

第10区（定数1）
北設楽郡、南設楽郡、宝飯郡

第11区（定数1）
渥美郡、八名郡

### 静岡県
第1区（定数1）
安倍郡、有渡郡

第2区（定数1）
富士郡、庵原郡

第3区（定数1）
志太郡、益津郡

第4区（定数1）
榛原郡、佐野郡、城東郡

第5区（定数1）
周智郡、豊田郡、山名郡、磐田郡

第6区（定数1）
長上郡、敷知郡、浜名郡、引佐郡、麁玉郡

第7区（定数2）
那賀郡、賀茂郡、君沢郡、田方郡、駿東郡

### 山梨県
第1区（定数1）
西山梨郡、北巨摩郡、中巨摩郡

第2区（定数1）
東山梨郡、南都留郡、北都留郡

第3区（定数1）
東八代郡、西八代郡、南巨摩郡

### 滋賀県
第1区（定数1）
滋賀郡、高島郡

第2区（定数1）
甲賀郡、野洲郡、栗太郡

第3区（定数2）
犬上郡、愛知郡、神崎郡、蒲生郡

第4区（定数1）
西浅井郡、東浅井郡、伊香郡、坂田郡

### 岐阜県
第1区（定数1）
厚見郡、方県郡、各務郡

第2区（定数1）
不破郡、安八郡

第3区（定数1）
海西郡、下石津郡、多芸郡、上石津郡、羽栗郡、中島郡

第4区（定数1）
大野郡、池田郡、本巣郡、席田郡、山県郡

第5区（定数1）
武儀郡、郡上郡

第6区（定数1）
加茂郡、可児郡、土岐郡、恵那郡

第7区（定数1）
大野郡、益田郡、吉城郡

### 長野県
第1区（定数1）
上水内郡、更級郡

第2区（定数1）
下水内郡、上高井郡、下高井郡

第3区（定数1）
小県郡、埴科郡

第4区（定数2）
西筑摩郡、東筑摩郡、南安曇郡、北安曇郡

第5区（定数1）
南佐久郡、北佐久郡

第6区（定数1）
上伊那郡、諏訪郡

第7区（定数1）
下伊那郡

### 宮城県
第1区（定数1）
仙台区、名取郡、宮城郡

第2区（定数1）
柴田郡、刈田郡、伊具郡、亘理郡

第3区（定数1）
黒川郡、加美郡、志田郡、玉造郡、遠田郡

第4区（定数1）
栗原郡、登米郡

第5区（定数1）
桃生郡、牡鹿郡、本吉郡

### 福島県
第1区（定数1）
信夫郡、伊達郡

第2区（定数1）
安達郡、安積郡

第3区（定数2）
田村郡、岩瀬郡、東白川郡、西白河郡、石川郡

第4区（定数2）
南会津郡、北会津郡、大沼郡、耶麻郡、河沼郡

第5区（定数1）
菊多郡、磐前郡、磐城郡、楢葉郡、標葉郡、行方郡、宇多郡

### 岩手県
第1区（定数1）
南岩手郡、北岩手郡、紫波郡、二戸郡

第2区（定数1）
東閉伊郡、中閉伊郡、北閉伊郡、南九戸郡、北九戸郡

第3区（定数1）
稗貫郡、東和賀郡、西和賀郡、西閉伊郡、南閉伊郡

第4区（定数1）
江刺郡、胆沢郡、気仙郡

第5区（定数1）
西磐井郡、東磐井郡

### 青森県
第1区（定数2）
東津軽郡、上北郡、下北郡、三戸郡

第2区（定数1）
北津軽郡、南津軽郡

第3区（定数1）
中津軽郡、西津軽郡

### 山形県
第1区（定数2）
南村山郡、東村山郡、西村山郡

第2区（定数1）
東置賜郡、南置賜郡、西置賜郡

第3区（定数2）
飽海郡、西田川郡、東田川郡

第4区（定数1）
最上郡、北村山郡

### 秋田県
第1区（定数1）
南秋田郡

第2区（定数1）
山本郡、北秋田郡、鹿角郡

第3区（定数1）
河辺郡、由利郡

第4区（定数2）
仙北郡、平鹿郡、雄勝郡

### 福井県
第1区（定数1）
足羽郡、大野郡

第2区（定数1）
吉田郡、坂井郡

第3区（定数1）
南条郡、今立郡、丹生郡

第4区（定数1）
三方郡、遠敷郡、大飯郡、敦賀郡

### 石川県
第1区（定数2）
金沢区、石川郡

第2区（定数1）
能美郡、江沼郡

第3区（定数2）
河北郡、羽咋郡、鹿島郡

第4区（定数1）
鳳至郡、珠洲郡

### 富山県
第1区（定数2）
上新川郡、婦負郡

第2区（定数1）
下新川郡

第3区（定数1）
射水郡

第4区（定数1）
礪波郡

### 鳥取県
第1区（定数1）
邑美郡、法美郡、岩井郡、八上郡、八東郡、智頭郡

第2区（定数1）
高草郡、気多郡、河村郡、久米郡、八橋郡

第3区（定数1）
汗入郡、会見郡、日野郡

### 島根県
第1区（定数1）
島根郡、秋鹿郡、意宇郡

第2区（定数1）
能義郡、仁多郡、大原郡、飯石郡

第3区（定数1）
出雲郡、楯縫郡、神門郡

第4区（定数1）
邇摩郡、安濃郡、邑智郡

第5区（定数1）
那賀郡、美濃郡、鹿足郡

第6区（定数1）
周吉郡、穏地郡、海士郡、知夫郡

### 岡山県
第1区（定数2）
岡山区、御野郡、上道郡、邑久郡、児島郡

第2区（定数1）
津高郡、赤坂郡、磐梨郡、和気郡

第3区（定数1）
都宇郡、窪屋郡、賀陽郡、下道郡

第4区（定数1）
浅口郡、小田郡、後月郡

第5区（定数1）
上房郡、川上郡、哲多郡、阿賀郡

第6区（定数1）
真島郡、大庭郡、西西条郡、西北条郡、東南条郡、東北条郡

第7区（定数1）
勝北郡、勝南郡、吉野郡、英田郡、久米北条郡、久米南条郡

### 広島県
第1区（定数2）
広島区、安芸郡

第2区（定数1）
佐伯郡

第3区（定数1）
沼田郡、高宮郡、山県郡

第4区（定数1）
高田郡、三次郡、三谿郡

第5区（定数1）
賀茂郡

第6区（定数1）
豊田郡

第7区（定数1）
御調郡、世羅郡

第8区（定数1）
深津郡、沼隈郡、安那郡

第9区（定数1）
芦田郡、品治郡、神石郡、甲奴郡、奴可郡、三上郡、恵蘇郡

### 山口県
第1区（定数2）
吉敷郡、美禰郡、厚狭郡、佐波郡

第2区（定数1）
阿武郡、見島郡、大津郡

第3区（定数1）
赤間関区、豊浦郡

第4区（定数2）
都濃郡、熊毛郡、大島郡

第5区（定数1）
玖珂郡

### 和歌山県
第1区（定数2）
和歌山区、名草郡、海部郡、有田郡

第2区（定数1）
伊都郡、那賀郡

第3区（定数2）
日高郡、西牟婁郡、東牟婁郡

### 徳島県
第1区（定数1）
名東郡、勝浦郡

第2区（定数1）
那賀郡、海部郡

第3区（定数1）
名西郡、阿波郡、麻植郡

第4区（定数1）
板野郡

第5区（定数1）
美馬郡、三好郡

### 香川県
第1区（定数1）
香川郡、山田郡、小豆郡

第2区（定数1）
大内郡、寒川郡、三木郡

第3区（定数1）
鵜足郡、阿野郡

第4区（定数1）
多度郡、那珂郡

第5区（定数1）
豊田郡、三野郡

### 愛媛県
第1区（定数2）
温泉郡、和気郡、風早郡、野間郡、久米郡、伊予郡、下浮穴郡

第2区（定数1）
越智郡、桑村郡、周布郡

第3区（定数1）
喜多郡、上浮穴郡

第4区（定数1）
新居郡、宇摩郡

第5区（定数1）
西宇和郡、東宇和郡

第6区（定数1）
南宇和郡、北宇和郡

### 高知県
第1区（定数1）
土佐郡、長岡郡

第2区（定数2）
幡多郡、高岡郡、吾川郡

第3区（定数1）
香美郡、安芸郡

### 福岡県
第1区（定数1）
福岡区、怡土郡、志摩郡、早良郡

第2区（定数2）
糟屋郡、宗像郡、那珂郡、御笠郡、席田郡、上座郡、下座郡、夜須郡

第3区（定数1）
遠賀郡、鞍手郡、嘉麻郡、穂波郡

第4区（定数1）
御井郡、御原郡、山本郡、生葉郡、竹野郡

第5区（定数1）
三潴郡、上妻郡、下妻郡

第6区（定数1）
山門郡、三池郡

第7区（定数1）
企救郡、田川郡

第8区（定数1）
京都郡、仲津郡、築城郡、上毛郡

### 大分県
第1区（定数1）
大分郡

第2区（定数1）
北海部郡、南海部郡

第3区（定数1）
大野郡、直入郡

第4区（定数1）
速見郡、玖珠郡、日田郡

第5区（定数1）
西国東郡、東国東郡

第6区（定数1）
下毛郡、宇佐郡

### 佐賀県
第1区（定数2）
佐賀郡、神埼郡、小城郡、基肄郡、養父郡、三根郡

第2区（定数1）
東松浦郡、西松浦郡

第3区（定数1）
杵島郡、藤津郡

### 熊本県
第1区（定数2）
熊本区、飽田郡、託麻郡、宇土郡

第2区（定数1）
玉名郡

第3区（定数2）
山鹿郡、山本郡、菊池郡、合志郡、阿蘇郡

第4区（定数1）
上益城郡、下益城郡

第5区（定数1）
八代郡、葦北郡、球磨郡

第6区（定数1）
天草郡

### 宮崎県
第1区（定数1）
宮崎郡、北那珂郡、南那珂郡、児湯郡

第2区（定数1）
北諸県郡、西諸県郡、東諸県郡

第3区（定数1）
東臼杵郡、西臼杵郡

### 鹿児島県
第1区（定数1）
鹿児島郡、谿山郡、北大隅郡、熊毛郡、馭謨郡

第2区（定数1）
給黎郡、揖宿郡、頴娃郡、川辺郡

第3区（定数1）
日置郡、阿多郡

第4区（定数1）
高城郡、出水郡、南伊佐郡、薩摩郡、甑島郡

第5区（定数1）
菱刈郡、姶良郡、桑原郡、西囎唹郡、北伊佐郡

第6区（定数1）
南諸県郡、南大隅郡、肝属郡、東囎唹郡

第7区（定数1）
大島郡